# Хуст (футбольный клуб)
«Хуст» (укр. Хуст) — украинский футбольный клуб из одноимённого города Закарпатской области. Домашние матчи проводил на стадионе «Карпаты»

## История
Клуб был основан в 2019 году. Уже в следующем году команда стала серебряным призёром чемпионата Закарпатской области, а ещё через год — чемпионом Закарпатья. В сезоне 2021/22 «Хуст» принял участие в любительском кубке Украины, однако вылетел в первой же стадии уступив команде «Благо-Юность» из соседней Ивано-Франковщины. В 2022 году клуб прошёл аттестацию для участия во второй лиге чемпионата Украины. Дебютную игру на профессиональном уровне «Хуст» провел 3 сентября 2022 года, в Виннице сыграв вничью с местной «Нивой» со счётом 1:1. Дебютный гол команды во второй лиге забил Пётр Луцив. Первый сезон в статусе профессионалов клуб закончил на второй позиции в турнирной таблице, после чего завоевал право на повышение в классе, обыграв в стыковых матчах ФСК «Мариуполь».
В дебютном сезоне в Первой лиге «Хуст» стал 16-м в турнирной таблице, в связи с чем был вынужден играть стыковые матчи за право остаться в дивизионе. По итогам двух матчей закарпатцы уступили «Звягелю», однако после этого «Звягель» отказался от повышения в классе и в Первой лиге остался «Хуст». В следующем сезоне, проведя три матча, клуб объявил о снятии с чемпионата в связи с финансовыми проблемами, результаты матчей с его участием были аннулированы.

## Достижения
- Вторая лига Украины
  - Серебряный призёр: 2022/23
- Чемпионат Закарпатской области
  - Победитель: 2021
  - Серебряный призёр: 2020

## Выступления в чемпионатах Украины
| Сезон   | Дивизион            | Место в чемпионате | И  | В  | Н | П  | ГЗ | ГП | О  | Кубок Украины                | Примечания                                                     |
| ------- | ------------------- | ------------------ | -- | -- | - | -- | -- | -- | -- | ---------------------------- | -------------------------------------------------------------- |
| 2022/23 | Вторая лига Украины | 2 из 10            | 18 | 10 | 5 | 3  | 32 | 15 | 35 | Не проводился                | Выход в Первую лигу по итогам стыковых матчей                  |
| 2023/24 | Первая лига Украины | 16 из 20           | 28 | 9  | 2 | 17 | 34 | 53 | 29 | Второй предварительный раунд | Остался в Первой лиге после стыковых матчей                    |
| 2024/25 | Первая лига Украины | 20 из 20           | 3  | 0  | 0 | 3  | 4  | 9  | 0  | Первый предварительный раунд | Снялся с чемпионата после трёх матчей. Результаты аннулированы |